# Brock Faber
Brock Faber, född 22 augusti 2002, är en amerikansk professionell ishockeyback som spelar för Minnesota Wild i National Hockey League (NHL).
Han har tidigare spelat för Minnesota Golden Gophers i National Collegiate Athletic Association (NCAA) och Team USA i United States Hockey League (USHL).
Faber draftades av Los Angeles Kings i andra rundan i 2020 års draft som 45:e spelare totalt.

## Statistik
| 2016–2017   | MN Blackhawks U14        |             | 14 | 1 | 2  | 3  | —  | — | — | — | — | — |
| 2017–2018   | MN Kings U15             |             | 14 | 5 | 11 | 16 | —  | — | — | — | — | — |
|             | Minnesota Blades         | NAPHL       | 4  | 0 | 6  | 6  | 0  | — | — | — | — | — |
| 2018–2019   | Team USA                 | USHL        | 35 | 3 | 7  | 10 | 8  | 2 | 0 | 0 | 0 | 0 |
|             | U.S. National U17 Team   |             | 56 | 3 | 12 | 15 | 14 | — | — | — | — | — |
|             | U.S. National U18 Team   |             | 1  | 0 | 0  | 0  | 2  | — | — | — | — | — |
| 2019–2020   | Team USA                 | USHL        | 19 | 1 | 8  | 9  | 8  | — | — | — | — | — |
|             | U.S. National U18 Team   |             | 46 | 3 | 9  | 12 | 16 | — | — | — | — | — |
| 2020–2021   | Minnesota Golden Gophers | NCAA        | 27 | 1 | 11 | 12 | 14 | — | — | — | — | — |
| 2021–2022   | Minnesota Golden Gophers | NCAA        | 32 | 2 | 12 | 14 | 12 | — | — | — | — | — |
| 2022–2023   | Minnesota Wild           | NHL         | 1  | 0 | 0  | 0  | 0  | — | — | — | — | — |
|             | Minnesota Golden Gophers | NCAA        | 38 | 4 | 23 | 27 | 12 | — | — | — | — | — |
| NHL totalt  | NHL totalt               | NHL totalt  | 1  | 0 | 0  | 0  | 0  | — | — | — | — | — |
| NCAA totalt | NCAA totalt              | NCAA totalt | 97 | 7 | 46 | 53 | 38 | — | — | — | — | — |
| USHL totalt | USHL totalt              | USHL totalt | 54 | 4 | 15 | 19 | 16 | 2 | 0 | 0 | 0 | 0 |

### Internationellt
| Källa: Uppdaterad: 2023-04-11 | Källa: Uppdaterad: 2023-04-11 | Källa: Uppdaterad: 2023-04-11 |         | Utv = Utvisningsminuter | Utv = Utvisningsminuter | Utv = Utvisningsminuter | Utv = Utvisningsminuter | Utv = Utvisningsminuter |
| År                            | Lag                           | Mästerskap                    | Matcher | Mål                     | Assists                 | Poäng                   | Utv                     |                         |
| ----------------------------- | ----------------------------- | ----------------------------- | ------- | ----------------------- | ----------------------- | ----------------------- | ----------------------- | ----------------------- |
| 2021                          | USA                           | JVM                           | 7       | 0                       | 5                       | 5                       | 0                       |                         |
| 2022                          | USA                           | OS                            | 4       | 0                       | 1                       | 1                       | 2                       |                         |
| 2022                          | USA                           | JVM                           | 5       | 1                       | 1                       | 2                       | 0                       |                         |
| Junior totalt                 | Junior totalt                 | Junior totalt                 | 12      | 1                       | 6                       | 7                       | 0                       |                         |
| Senior totalt                 | Senior totalt                 | Senior totalt                 | 4       | 0                       | 1                       | 1                       | 2                       |                         |